# K.N. Kristiansen
Kristian Nicolai Kristiansen (født 15. maj 1857 i Beder, død 12. april 1909 samme sted) var en dansk gårdejer, sognefoged og politiker. Han var medlem af Folketinget fra 1898 til 1906. Han repræsenterede Venstrereformpartiet frem til 1905 og derefter Det Radikale Venstre.
K.N. Kristiansen er også omtalt som Kristian Kristiansen og K.N. Kristiansen-Beder.

## Opvækst, uddannelse og erhverv
K.N. Kristiansen blev født i Beder syd for Aarhus i 1857. Hans far var den frisindede gårdejer Mikkel Christiansen som havde været medlem af Landstinget i 1866 hvor han stemte imod Grundloven af 1866. K.N. Kristiansen blev først undervist af en huslærer og gik senere i en friskole. Han lærte landbrug og var elev på Ask Højskole i 1873. Han var landvæsenselev på tesdorpfs godser på Falster. Efter sin værnepligt hvor han opnåede rang af korporal, overtog han sin fars gård i Beder i 1882. Da faren døde året efter, overtog han også farens stilling som sognefoged og havde embedet i 15 år. Fra 1889 var K.N. Kristiansen også vurderingsmand.
Han var formand for Beder Havebrugsskole i 12 år og bestyrelsesmedlem og senere formand for sparekassen i Beder Sogn og fra 1890 medlem af repræsentantskabet i Landbosparekassen i Aarhus.

## Politisk karriere
K.N. Kristiansen var sognerådsformand i Beder-Malling Kommune fra 1889 til 1898.
Han blev ved folketingsvalget i 1895 opstillet i Hornsletkredsen mod Niels Neergaard af en gruppe vælgere, herunder det tidligere folketingsmedlem Simon Andersen (politiker), som var utilfredse med at Neergaard havde støttet forliget i 1894 mellem Frede Bojsen (Det moderate Venstre) og regeringen Estrup. Neergaard blev først kåret som vinder, men Kristiansen forlangte afstemning. Neergaard vandt afstemningen med 1101 stemmer mod 1068 stemmer til Kristiansen.
Ved næste folketingsvalg i 1898 var Neergaard flyttet til Ebeltoftkredsen. Det moderate Venstre stillede ikke op i Hornsletkredsen, og kampen stod mellem K.N. Kristiansen (Venstrereformpartiet) og proprietær N. Poulsen-Nørgaard fra Thy som tilhørte Agrarbevægelsen. Kristiansen vandt med 1259 stemmer mod 1075 stemmer til Poulsen-Nørgaard.
Han blev genvalgt uden modkandidater ved valgene i 1901 og 1903. I 1905 skiftede Kristiansen parti til Det Radikale Venstre. Han var medlem af Folketingets Finansudvalg 1905-1906.
Ved folketingsvalget i 1906 opstillede i Hornsletkredsen den senere amtsforvalter N.P. Jensen fra Venstrereformpartiet og landstingsmedlem H.C. La Cour fra Højre  mod K.N. Kristiansen. Socialdemokratiet stillede ikke op i kredsen idet der var en aftale om gensidig støtte mellem socialdemokrater og radikale. Valget endte med at Kristiansen, som fik 983 stemmer, blev slået af N.P. Jensen med 1233 stemmer, mens la Cour kun fik 93 stemmer.
K.N. Kristiansen døde 12. april 1909 inden næste valg i maj 1909.